# باتريك جاكو
باتريك جاكو هو لاعب كرة قدم سلوفاكي في مركز الوسط، ولد في 26 سبتمبر 1992 في بريشوف في سلوفاكيا. شارك مع منتخب سلوفاكيا تحت 15 سنة لكرة القدم ومنتخب سلوفاكيا تحت 19 سنة لكرة القدم. أما مع النوادي، فقد لعب مع تاتران بريشوف ‏.

## وصلات خارجية
- باتريك جاكو على موقع قاعدة بيانات كرة القدم.إي يو (الإنجليزية)
- باتريك جاكو على موقع Soccerway.com (الإنجليزية)